# ロバート・ヒット

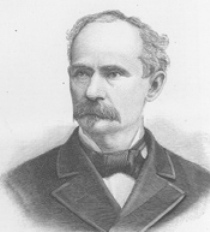
ロバート・ヒット

ロバート・ロバーツ・ヒット（Robert Roberts Hitt, 1834年1月16日 - 1906年9月20日）は、アメリカ合衆国の政治家。共和党に所属し、1881年に第13代アメリカ合衆国国務次官補を務めた。

## 生涯
1834年、ヒットはオハイオ州アーバナにおいて、牧師トマス・スミス・ヒット (Thomas Smith Hitt, 1797-1852) とエミリー・ジョン (Emily John, 1811-1881) の間に誕生した。ヒットは1837年に両親とともにイリノイ州マウントモリスに移り住んだ。ヒットはマウントモリス神学校（現在のマウントモリス大学）とデ・ポール大学で学んだ。
ヒットは当時としては唯一の速記の達人であり、エイブラハム・リンカーンと非常に近しい仲になった。ヒットは、当時イリノイ州シカゴで弁護士を務めていたリンカーンの側近として、多くの裁判に立ち会った。1858年のリンカーン・ダグラス論争では、リンカーンの依頼により、速記による記録係を務めた。
1872年、ヒットはインディアナ州選出連邦上院議員オリヴァー・モートンの秘書となった。1874年12月、ヒットはユリシーズ・グラント大統領からパリの合衆国公使館の一等書記官に任命された。ヒットは一等書記官を1881年まで務め、その間、代理公使も務めた。
1881年、ヒットはジェームズ・ガーフィールド政権において、ジェイムズ・ブレイン国務長官の下で国務次官補を務めた。1882年、ヒットはイリノイ州第5選挙区から連邦下院議員に選出された。ヒットは第51連邦議会において外務委員会の委員長を務めた。1898年7月、ヒットはウィリアム・マッキンリー大統領からサンドイッチ諸島政府創設委員会のメンバーに選ばれた。
晩年、ヒットはスミソニアン博物館の評議員を務めた。ヒットは1906年にロードアイランド州ナラガンセットピアで死去した。ヒットの遺体は両親の眠るイリノイ州マウントモリスのオークウッド墓地に埋葬された。